# لي جيان يي
لي جيان يي (بالملايوية: Lee Jian Yi)‏ هو لاعب كرة الريشة ماليزي، ولد في 25 أبريل 1995 في سلاغور في ماليزيا.

## وصلات خارجية
- لي جيان يي على موقع BWF.tournamentsoftware.com (الإنجليزية)
- لي جيان يي على موقع BWFbadminton.com (الإنجليزية)